# Festival Southside
Festival Southside je hudební festival, který se koná každý rok v jižním Německu poblíž Tuttlingenu. Vystupují na něm alternativní i mainstreamové rockové kapely, podstatnou část programu tvoří též domácí kapely. Živý přenos jednotlivých koncertů má na starosti hudební kanál VIVA, německá odnož MTV. Za jeho mateřský festival bývá označován Hurricane, jenž se koná ve stejném termínu v severním Německu od roku 1973. Program je v posledních letech totožný se Southside, rozdílné jsou pouze časy vystoupení.
První ročník proběhl v roce 1999 na bývalém vojenském letišti u Neubibergu poblíž Mnichova. Počínaje rokem 2000 se festival přesunul do Neuhausenu, kde se koná dodnes. Poprvé bylo vyprodáno v roce 2003, kdy návštěvnost čítala okolo 38 000 lidí, o dva roky později se počet návštěvníků poprvé přehoupl přes hranici čtyřiceti tisíc (45 000). V roce 2007 se den před začátkem festivalu přehnala bouře, při které zahynul jeden člověk a další byl vážně zraněn. Obě hlavní scény byly vážně poničeny, naštěstí však byly včas opraveny.

## Účinkující vjednotlivých letech

### 1999
Blur, Die Fantastischen Vier, Guano Apes, Massive Attack, Muse, Oomph!, The Chemical Brothers,…

### 2000
Counting Crows, HIM, Moby, Nine Inch Nails, Skunk Anansie, The Cranberries, Therapy?,…

### 2001
Faithless, Die Happy, The Offspring, Placebo, Queens of the Stone Age, Stereo MC's, Die Toten Hosen,…

### 2002
Die Ärzte, Beatsteaks, Nelly Furtado, New Order, No Doubt, Red Hot Chili Peppers, Simple Plan, Soulfly, Garbage,…

### 2003
Apocalyptica, Coldplay, Counting Crows, Guano Apes, GusGus, Radiohead, Röyksopp, Sigur Rós, The Sounds,…

### 2004
Air, Anti-Flag, Beatsteaks, Billy Talent, Cypress Hill, Die Fantastischen Vier, Die Happy, Franz Ferdinand, Pixies, PJ Harvey, Placebo, Snow Patrol, The Cure, The Hives,…

### 2005
Audioslave, Beatsteaks, Beck, Die Ärzte, Dresden Dolls, New Order, Nine Inch Nails, Oasis, Queens of the Stone Age, Rammstein, Ska-P, System Of a Down ad.

### 2006
Apocalyptica, Arctic Monkeys, Death Cab for Cutie, Fettes Brot, Gogol Bordello, Hard-Fi, Maxïmo Park, Muse, Sigur Rós, The Cardigans, The Hives, The Kooks, The Raconteurs, The Sounds, The Strokes,…

### 2007
Arcade Fire, Beastie Boys, Bloc Party, Editors, Interpol, Kings of Leon, Manic Street Preachers, Marilyn Manson, Modest Mouse, Pearl Jam, Placebo, Queens of the Stone Age, Snow Patrol, Sonic Youth,…

### 2008
Beatsteaks, Billy Talent, Digitalism, Enter Shikari, Foo Fighters, Kaiser Chiefs, Maxïmo Park, NoFX, Panic at the Disco, Radiohead, Razorlight, The Chemical Brothers, The Subways, The Wombats,…

### 2009
Die Ärzte, Kings of Leon, Faith No More, Anti-Flag, Datarock, Duffy, Editors, Fettes Brot, Fleet Foxes, Katy Perry, Keane, Kraftwerk, Lily Allenová, Moby, The Sounds,…